# Bracon flavipes
Bracon flavipes är en stekelart som beskrevs av Christian Gottfried Daniel Nees von Esenbeck 1834. Bracon flavipes ingår i släktet Bracon och familjen bracksteklar. Inga underarter finns listade.